# Олесниця (Ходзезький повіт)
Олесниця (пол. Oleśnica, нім. Oberlesnitz) — село в Польщі, у гміні Ходзеж Ходзезького повіту Великопольського воєводства.
Населення — 396 осіб (2011).
У 1975-1998 роках село належало до Пільського воєводства.

## Демографія
Демографічна структура станом на 31 березня 2011 року:
|          | Загалом | Допрацездатний вік | Працездатний вік | Постпрацездатний вік |
| -------- | ------- | ------------------ | ---------------- | -------------------- |
| Чоловіки | 195     | 37                 | 134              | 24                   |
| Жінки    | 201     | 41                 | 120              | 40                   |
| Разом    | 396     | 78                 | 254              | 64                   |